# Дубчак Андрій Іванович
Андрій Іванович Дубчак (нар. 19 жовтня 1976, Калинівка, Вінницька область) — український фотограф, відеограф, фотожурналіст, воєнний кореспондент. Засновник та керівник незалежного репортерського медіа «Frontliner».
Андрій Дубчак, перший стрімер Євромайдану, зняв ключові події Революції Гідності, включаючи трагічні дні 18-20 лютого 2014 року. Висвітлює події російсько-української війни з 2015 року. Репортажі Андрія Дубчака були опубліковані та випущені в ефірах багатьох ЗМІ по всьому світу, включаючи CNN, BBC, New York Times, Washington Post та інших. Почесний член Української Асоціації Професійних Фотографів.

## Освіта
Народився та виріс у місті Калинівка Вінницької області. Закінчив механічний факультет ВДСГІ, ФІОТ КПІ. Пройшов навчання за програмою «Журналістика цифрового майбутнього» Києво-Могилянської школи журналістики.
Проходив різноманітні курси у Київській Школі Фотографії.

## Кар’єра
Андрій Дубчак з 2003 по 2021 працював на Радіо Свобода. Виконував функції редактора інтернет-сайту, займався мультимедіа, SEO, фотографією. Висвітлював події під час анексії Криму. Став першим стрімером Євромайдану, зокрема фільмував та стрімив багато подій Революції гідності, у тому числі трагічні дні 18, 19, 20 лютого 2014 року. Автор відео «Марш мільйонів» — 1 грудня 2013 р. Дубчак з камерою GoPro виліз на верхівку «йолки Януковича» і зняв протестний марш Євромайдану. За це відео згодом Андрій Дубчак отримав міжнародну премію  Lovie Awards у номінації «Інтернет-відео» у 2014 році.
Фотографувати почав у 2015 році. Відтоді регулярно готує репортажі з лінії фронту та висвітлює російське вторгнення в Україну. Дубчак став одним із перших журналістів, хто задокументував російські воєнні злочини проти цивільного населення в Україні, а саме вбивство сім’ї на мосту в Ірпені, 6 березня 2022 року.
У 2021 році почав власний проєкт Donbas Frontliner, згодом перейменований у Frontliner, який згодом переріс у двомовний медіаресурс із мільйонною аудиторією. Наразі він головний репортер та керівник медіа.
Співпрацює з міжнародними медіа, зокрема з NYT, Zeit, Helsigin Sanomat, Voice of America, та багатьма іншими. Також має публікації в Українських ЗМІ — Reporters, Radio Svododa, Espreso.TV.

## Фільмографія
Копродюсер фільму Winter on Fire: Ukraine's Fight for Freedom, який був номінований на Оскар у 2016 році, як Найкращий документальний повнометражний фільм, та Freedom on Fire: Ukraine's Fight for Freedom, режисера Євгена Афінеєвського.
Копродюсер Ukraine under Attack: 72 Hours in the Presidential Office.  
Наразі працює над кількома документальними фільмами, які будуть доступні як для української аудиторії, так і для світової.

## Нагороди
- Лауреат Європейського конкурсу Lovie Awards у номінації Інтернет-відео за відео з «ялинки» (2014 рік)[3].
- Фіналіст конкурсу «European Media Digital Award 2019» у номінації «Engagement»;[26]
- Шостий міжнародний конкурс репортерської фотографії LifePressPhoto-2020: золота медаль у номінації «Гарячі новини (одиночне фото)» та диплом Національної спілки фотохудожників України у номінації «Гарячі новини (фотонарис, серія фото)»[27].
- Золота медаль у номінації «Серія фотографій». За серію «Донбас. Лінія фронту». Відкритий міжнародний конкурс репортерської фотографії «ART PRESS PHOTO 2021» / Національна Спілка Фотохудожників України.
- Отримав орден «За заслуги» III ступеня (червень 2022)[28];
- Free Media Award 2022 —  за сміливі та професійні репортажі із зони бойових дій[29].
- Відзнака Міністерства оборони України — медаль «За сприяння Збройним Силам України» 2023.
- Фіналіст Премії імені Георгія Ґонґадзе 2023[30].

## Виставки
- 2021 — «13 ракурсів війни» — фотовиставка, присвячена захисникам і захисницям України. Київ, Україна[31]
- 2022 — Групова виставка “Ukraine Now: Darkness vs Light. Children Dream about Peace” у приміщенні Посольства України в Республіці Індія[32].
- 2022 — Проєкт “Дім воєнних злочинів Росії” (Russian War Crimes), який вперше був представлений під час Щорічної зустрічі Всесвітнього економічного форуму (ВЕФ) у Давосі, а згодом у Києві, Брюсселі, Нью-Йорку, Лондоні та Мюнхені.[33][34][35][36][37]
- 2023 — Групова виставка учасників УАПФ  “Bojují i za nás” («Вони воюють і за нас»), Хеб (Чехія).[38][39]
- 2023 — Групова виставка на фотофестивалі Lens op de Mens («У центрі уваги людей»). Пелт, Бельгія.[40]
- 2023 — Обличчя геноциду. Ретроспектива трагедії від Другої Світової Війни до наших днів. Київ, Україна.